# Pochłanianie (akustyka)
Pochłanianie – w akustyce procesem absorbowania energii fali dźwiękowej przez ciała fizyczne. Na skutek pochłaniania energia fali przechodzącej przez ciało ulega zmniejszeniu, powodując wzrost energii wewnętrznej tego ciała.
Jeśli ciało, na które pada fala ma strukturę porowatą, drgania powietrza są tłumione wskutek tarcia o ścianki kanalików tworzonych przez pory. W przypadku struktur tekstylnych, następuje tarcie o włókna tkaniny. Tłumienia rośnie wraz z częstotliwością drgań, co oznacza, że fale dźwiękowe o wyższych częstotliwościach są tłumione silniej. W przypadku ciał o charakterze rezonatora, maksimum tłumienia wypada dla częstotliwości rezonansowej. W tym wypadku tłumienie następuje wskutek tarcia powietrza o ścianki otworu rezonatora oraz wygaszającej interferencji fali padającej i wypromieniowanej przez rezonator, zachodzącej w obszarze otaczającym otwór.